# Glycymeris undata
Glycymeris undata är en musselart som först beskrevs av Carl von Linné 1758.  Glycymeris undata ingår i släktet Glycymeris och familjen Glycymerididae. Inga underarter finns listade i Catalogue of Life.